# 크룽 테프 아피왓 중앙역

## 같이 보기
- 후아람퐁역